# Prix Ignatz
 (avril 2019).
Si vous disposez d'ouvrages ou d'articles de référence ou si vous connaissez des sites web de qualité traitant du thème abordé ici, merci de compléter l'article en donnant les références utiles à sa vérifiabilité et en les liant à la section « Notes et références ».
Les prix Ignatz (anglais : Ignatz Awards) sont des prix de bande dessinée remis chaque année lors de la Small Press Expo (en) de San Francisco, aux États-Unis. Ils récompensent des auteurs principalement nord-américains issus de la scène alternative ou de la small press.

## Catégories
- Meilleur auteur (Outstanding Artist)
- Meilleur roman graphique ou recueil (Outstanding Graphic Novel or Collection, 1997-2004)
  - Meilleur roman graphique (Outstanding Graphic Novel, 2005-)
  - Meilleur collectif/recueil (Outstanding Anthology or Collection, 2005-2016)
    - Meilleur collectif (Outstanding Anthology, 2017-)
    - Meilleur recueil (Outstanding Collection, 2017-)
- Meilleure histoire (Outstanding Story)
- Nouveau talent prometteur (Promising New Talent)
- Meilleure première bande dessinée (Outstanding Debut Comic)
- Meilleure série (Outstanding Series)
- Meilleur comic book (Outstanding Comic)
- Meilleur minicomic (en) (Outstanding Minicomic)
- Meilleure bande dessinée en ligne (Outstanding Online Comic, 2001-)

## Lauréats

### Meilleur auteur
| Année | Auteur récompensé         | Pays                                                                | Œuvre                                                                                  | Maison d'édition            |
| ----- | ------------------------- | ------------------------------------------------------------------- | -------------------------------------------------------------------------------------- | --------------------------- |
| 1997  | Seth                      |                                                                     | Palookaville                                                                           | Drawn & Quarterly           |
| 1998  | Dave Sim                  |                                                                     | Cerebus                                                                                | Aardvark-Vanaheim           |
| 1999  | Frank Cho                 | Psycho Park t. 1                                                    | Insight Studios Group                                                                  |                             |
| 2000  | Dave Cooper               |                                                                     | Weasel                                                                                 | Fantagraphics               |
| 2002  | Megan Kelso               |                                                                     | Artichoke Tales no 1                                                                   | Highwater Books             |
| 2002  | Megan Kelso               | Non no 5                                                            | Red Ink Press                                                                          |                             |
| 2003  | Jason Little              | Shutterbug Folies                                                   | Doubleday Graphic Novels                                                               |                             |
| 2004  | Craig Thompson            | Blankets, manteau de neige                                          | Top Shelf                                                                              |                             |
| 2005  | David B.                  |                                                                     | L'Ascension du Haut Mal                                                                | Pantheon                    |
| 2005  | David B.                  | Babel                                                               | Drawn & Quarterly                                                                      |                             |
| 2006  | Tony Millionaire          |                                                                     | Billy Noisettes (Billy Hazelnuts)                                                      | Fantagraphics               |
| 2007  | Jaime Hernandez           | Love & Rockets                                                      |                                                                                        | Fantagraphics               |
| 2008  | Laura Park                | Do Not Disturb My Waking Dream                                      | Auto-édition                                                                           |                             |
| 2009  | Nate Powell               | Swallow Me Whole                                                    | Top Shelf                                                                              |                             |
| 2010  | Eddie Campbell            |                                                                     | Alec: The Years Have Pants (A Life-Sized Omnibus)                                      | Top Shelf                   |
| 2011  | Joseph Lambert            |                                                                     | Je vais te mordre ! (I Will Bite You)                                                  | Secret Acres                |
| 2012  | Jaime Hernandez           | Love and Rockets: New Stories                                       | Fantagraphics                                                                          |                             |
| 2013  | Michael DeForge           |                                                                     | Lose no 4                                                                              | Koyama Press                |
| 2014  | Sam Bosma                 |                                                                     | Fantasy Basketball                                                                     | Auto-édition                |
| 2015  | Emily Carroll             |                                                                     | Dans les bois (Through the Woods)                                                      | Margaret K. McElderry Books |
| 2016  | Tillie Walden             |                                                                     | The End of Summer                                                                      | Auto-édition                |
| 2017  | Emil Ferris               | Moi, ce que j'aime, c'est les monstres (What I Like is Monsters)    | Fantagraphics                                                                          |                             |
| 2018  | Richie Pope               | That Box We Sit On                                                  | Auto-édition                                                                           |                             |
| 2019  | Rosemary Valero-O'Connell | Laura Dean Keeps Breaking Up with Me (Mes ruptures avec Laura Dean) | First Second                                                                           |                             |
| 2020  | Rosemary Valero-O'Connell | Tout ce qui reste de nous (Don't Go Without Me)                     | ShortBox                                                                               |                             |
| 2021  | Lee Lai                   |                                                                     | Le Goût de la nectarine (Stone Fruit)                                                  | Fantagraphics               |
| 2022  | Reimena Yee               |                                                                     | Alexandre, le Verdoyant & l'Élixir de vie (Alexander, the Servant & the Water of Life) | Hiveworks Comics            |
| 2023  | Olivia Stephens           |                                                                     | Darlin' and Her Other Names                                                            | Auto-édition                |
| 2024  | Robyn Smith               | /                                                                   | « Night Fever », dans Gladiolus n° 1                                                   | Black Josei Press           |

### Meilleur album

#### Meilleur roman graphique
De 1997 à 2004 le prix récompense aussi bien les albums contenant une seule histoire que les recueils de comic books ou d'histoires courtes (Outstanding Graphic Novel or Collection) ; à partir de 2005 il ne récompense plus que les albums contenant une histoire longue (Outstanding graphic novel).
| Année | Œuvre récompensée                                                      | Auteur                             | Pays                  | Maison d'édition  |
| ----- | ---------------------------------------------------------------------- | ---------------------------------- | --------------------- | ----------------- |
| 1997  | La vie est belle malgré tout (It's a Good Life, If You Don't Weaken)   | Seth                               |                       | Drawn & Quarterly |
| 1998  | Ghost World                                                            | Daniel Clowes                      |                       | Fantagraphics     |
| 1999  | Cages                                                                  | Dave McKean                        |                       | Kitchen Sink      |
| 2000  | From Hell                                                              | Alan Moore (scénario)              | Eddie Campbell Comics |                   |
| 2000  | From Hell                                                              | Eddie Campbell (dessin)            | Eddie Campbell Comics |                   |
| 2002  | Le Swing du golem (The Golem's Mighty Swing)                           | James Sturm                        |                       | Drawn & Quarterly |
| 2003  | Three Fingers                                                          | Rich Koslowski                     | Top Shelf             |                   |
| 2004  | Blankets, manteau de neige                                             | Craig Thompson                     | Top Shelf             |                   |
| 2005  | Persépolis t. 2                                                        | Marjane Satrapi                    |                       | Pantheon          |
| 2006  | Derniers rappels (en) (Tricked)                                        | Alex Robinson                      |                       | Top Shelf         |
| 2007  | Don't Go Where I Can't Follow                                          | Anders Nilsen                      | Drawn & Quarterly     |                   |
| 2008  | Skim (en)                                                              | Mariko Tamaki (scénario)           |                       | Groundwood        |
| 2008  | Skim (en)                                                              | Jillian Tamaki (dessin)            |                       | Groundwood        |
| 2009  | Acme Novelty Library no 19                                             | Chris Ware                         |                       | Drawn & Quarterly |
| 2010  | Le Jour du marché (Market Day)                                         | James Sturm                        |                       | Drawn & Quarterly |
| 2011  | Gaylord Phoenix                                                        | Edie Fake                          | Secret Acres          |                   |
| 2012  | Big Questions                                                          | Anders Nilsen                      | Drawn & Quarterly     |                   |
| 2013  | Trop n'est pas assez (Today is the Last Day of the Rest of Your Life)  | Ulli Lust                          |                       | Fantagraphics     |
| 2014  | Cet été-là (This One Summer)                                           | Mariko Tamaki (scénario)           |                       | First Second      |
| 2014  | Cet été-là (This One Summer)                                           | Jillian Tamaki (dessin)            |                       | First Second      |
| 2015  | The Oven                                                               | Sophie Goldstein                   |                       | AdHouse Books     |
| 2016  | Hot Dog Taste Test                                                     | Lisa Hanawalt                      | Drawn & Quarterly     |                   |
| 2017  | Moi, ce que j'aime, c'est les monstres (My Favorite Thing is Monsters) | Emil Ferris                        | Fantagraphics         |                   |
| 2018  | L'Art ? (Why Art?)                                                     | Eleanor Davis                      | Fantagraphics         |                   |
| 2019  | Mes ruptures avec Laura Deen (Laura Dean Keeps Breaking Up With Me)    | Mariko Tamaki (scénario)           |                       | First Second      |
| 2019  | Mes ruptures avec Laura Deen (Laura Dean Keeps Breaking Up With Me)    | Rosemary Valero-O'Connell (dessin) |                       | First Second      |
| 2020  | Hot Comb                                                               | Ebony Flowers                      | Drawn & Quarterly     |                   |
| 2021  | Le Goût de la nectarine (Stone Fruit)                                  | Lee Lai                            |                       | Fantagraphics     |
| 2022  | Hawaï Solitude (No One Else)                                           | R. Kikuo Johnson                   |                       | Fantagraphics     |
| 2023  | Environnement toxique (Ducks: Two Years In The Oil Sands)              | Kate Beaton                        |                       | Drawn & Quarterly |
| 2024  | New York, New York (Roaming)                                           | Mariko Tamaki (scénario)           |                       | First Second      |
| 2024  | New York, New York (Roaming)                                           | Jillian Tamaki (dessin)            |                       | First Second      |

#### Meilleur recueil
De 2005 à 2016, un prix unique récompense soit un collectif (anthology) soit un recueil (collection). À partir de 2017, un collectif et un recueil sont récompensés chaque année.
| Année | Œuvre récompensée                                       | Auteur / Directeur      | Maison d'édition   |
| ----- | ------------------------------------------------------- | ----------------------- | ------------------ |
| 2005  | Tueur de moustiques (Diary of a Mosquito Abatement Man) | John Porcellino         | La Mano            |
| 2006  | Black Hole                                              | Charles Burns           | Pantheon           |
| 2007  | Malédictions' (Curses)                                  | Kevin Huizenga          | Drawn & Quarterly  |
| 2010  | Masterpiece Comics                                      | Robert Sikoryak         | Drawn & Quarterly  |
| 2011  | Je vais te mordre ! (I Will Bite You)                   | Joseph Lambert          | Secret Acres       |
| 2012  | Diantre ! Un manant                                     | Kate Beaton ()          | Drawn & Quarterly  |
| 2013  | En toute simplicité ('Very Casual)                      | Michael DeForge ()      | Koyama Press       |
| 2015  | How to Be Happy                                         | Eleanor Davis           | Fantagraphics      |
| 2016  | Step Aside, Pops                                        | Kate Beaton ()          | Jonathan Cape      |
| 2017  | Johnny Wander (en) : Our Cats Are More Famous Than Us   | Anath Hirsh et Yuko Ota | Oni Press          |
| 2018  | Sex Fantasy                                             | Sophia Foster-Dimino    | Koyama Press       |
| 2019  | Girl Town                                               | Carolyn Nowak           | Top Shelf          |
| 2020  | GLEEM                                                   | Freddy Carrasco         | Peow Studio        |
| 2021  | The Crossroads at Midnigth                              | Abby Howard             | Iron Circus Comics |
| 2022  | Mr. Boop                                                | Alec Robbins            | Silver Sprocket    |
| 2023  | Who Will Make the Pancakes?                             | Megan Kelso             | Fantagraphics      |
| 2024  | Au tomber du soleil (Offshore Lightning)                | Saitō Nazuna ()         | Drawn & Quarterly  |

#### Meilleur collectif
De 2005 à 2016, un prix unique récompense soit un collectif (anthology) soit un recueil (collection). À partir de 2017, un collectif et un recueil sont récompensés chaque année.
| Année | Œuvre récompensée                                  | Direction                                                                        | Maison d'édition   |
| ----- | -------------------------------------------------- | -------------------------------------------------------------------------------- | ------------------ |
| 2008  | Papercutter no 7                                   | Greg Means                                                                       | Tugboat Press      |
| 2009  | Kramers Ergot no 7                                 | Sammy Harkham                                                                    | Buenaventura Press |
| 2014  | QU33R                                              | Robert Kirby (en)                                                                | Northwest Press    |
| 2017  | Elements: Fire : An Anthology by Creators of Color | Taneka Stotts                                                                    | Beyond Press       |
| 2018  | Comics for Choice                                  | Hazel Newlevant , Whit Taylor et O.K. Fox                                        |                    |
| 2019  | We’re Still Here: An All-Trans Comics Anthology    | Tara Avery et Jeanne Thornton                                                    | Stacked Deck Press |
| 2020  | Be Gay Do Comics                                   | The Nib (dir.)                                                                   | IDW Publishing     |
| 2021  | Glaeolia n° 2                                      |                                                                                  | Glacier Bay Books  |
| 2022  | Good Boy Magazine #1                               | Michael Sweater et Benji Nate                                                    | Silver Sprocket    |
| 2023  | Shades of Fear                                     | Allison O'Toole et Ashanti Fortson                                               | Balustrade Press   |
| 2024  | Pulpin n° 1                                        | Jenn Woodall , Jon Iñaki, Jonathan Rotsztain, Mitch Lohmeier et Paterson Hodgson | Pulping Collective |

### Meilleure histoire
| Année | Histoire récompensée                                                        | Œuvre                                                                       | Auteur                             | Maison d'édition      |
| ----- | --------------------------------------------------------------------------- | --------------------------------------------------------------------------- | ---------------------------------- | --------------------- |
| 1997  | From Hell                                                                   | From Hell                                                                   | Alan Moore (, scénario)            | Kitchen Sink Press    |
| 1997  | From Hell                                                                   | From Hell                                                                   | Eddie Campbell (, dessin)          | Kitchen Sink Press    |
| 1998  | Ghost World                                                                 | Ghost World                                                                 | Daniel Clowes                      | Fantagraphics         |
| 1999  | David Boring                                                                | Eightball no 20                                                             | Daniel Clowes                      | Fantagraphics         |
| 2000  | « Jimmy Corrigan »                                                          | Acme Novelty Library                                                        | Chris Ware                         | Fantagraphics         |
| 2002  | Trenches                                                                    | Trenches                                                                    | Scott Mills                        | Top Shelf             |
| 2003  | Fleep                                                                       | Fleep                                                                       | Jason Shiga                        | Sparkplug Comic Books |
| 2004  | « Glenn Ganges »                                                            | Drawn and Quarterly Showcase vol. 1                                         | Kevin Huizenga                     | Drawn & Quarterly     |
| 2005  | Des chiens, de l'eau (Dogs and Water)                                       | Des chiens, de l'eau (Dogs and Water)                                       | Anders Nilsen                      | Drawn & Quarterly     |
| 2006  | Ganges no 1                                                                 | Ganges no 1                                                                 | Kevin Huizenga                     | Fantagraphics         |
| 2007  | « Felix »                                                                   | Drawn and Quarterly Showcase vol. 4                                         | Gabrielle Bell                     | Drawn & Quarterly     |
| 2008  | The Thing About Madeleine                                                   | The Thing About Madeleine                                                   | Lilli Carré                        | Auto-édition          |
| 2009  | « Willy »                                                                   | Papercutter no 10                                                           | Damien Jay                         | Tugboat Press         |
| 2010  | Monsters                                                                    | Monsters                                                                    | Ken Dahl                           | Secret Acres          |
| 2011  | « Browntown »                                                               | Love and Rockets: New Stories no 3                                          | Jaime Hernandez                    | Fantagraphics         |
| 2012  | « Return to Me »                                                            | Love and Rockets: New Stories no 4                                          | Jaime Hernandez                    | Fantagraphics         |
| 2013  | Gold Star                                                                   | Gold Star                                                                   | John Martz                         | Retrofit Comics       |
| 2014  | « Brownout Biscuit »                                                        | Octopus Pie: Dead Forever                                                   | Meredith Gran                      | Villard               |
| 2015  | « Sex Coven »                                                               | Frontier no 7                                                               | Jillian Tamaki ()                  | Auto-édition          |
| 2016  | Mon Aventure torride (My Hot Date)                                          | Mon Aventure torride (My Hot Date)                                          | Noah Van Sciver                    | Kilgore Books         |
| 2017  | Diana's Electric Tongue                                                     | Diana's Electric Tongue                                                     | Carolyn Nowak                      | Auto-édition          |
| 2018  | How the Best Hunter in the Village Met her Death                            | How the Best Hunter in the Village Met her Death                            | Molly Ostertag                     | Auto-édition          |
| 2019  | Mes ruptures avec Laura Deen (Laura Dean Keeps Breaking Up With Me)         | Mes ruptures avec Laura Deen (Laura Dean Keeps Breaking Up With Me)         | Mariko Tamaki (scénario, )         | First Second          |
| 2019  | Mes ruptures avec Laura Deen (Laura Dean Keeps Breaking Up With Me)         | Mes ruptures avec Laura Deen (Laura Dean Keeps Breaking Up With Me)         | Rosemary Valero-O'Connell (dessin) | First Second          |
| 2020  | Un monde terrible et beau (The Hard Tomorrow)                               | Un monde terrible et beau (The Hard Tomorrow)                               | Eleanor Davis                      | Drawn & Quarterly     |
| 2021  | « Personal Companion »                                                      | Ex.Mag no 1                                                                 | Freddy Carrasco                    | Peow Studios          |
| 2022  | The Lover of Everyone in the World, from The Lover of Everyone in the World | The Lover of Everyone in the World, from The Lover of Everyone in the World | Beatrix Urkowitz                   | Parsifal Press        |
| 2023  | « Ride of Die »                                                             | Wash Day Diaries                                                            | Jamie Rowser                       | Chronicle Books       |
| 2023  | « Ride of Die »                                                             | Wash Day Diaries                                                            | Robyn Smith                        | Chronicle Books       |
| 2024  | « The Happy Art »                                                           | Pulping n° 1                                                                | Sami Alwani                        | Pulping Collectif     |

### Nouveau talent prometteur
| Année | Auteur récompensé     | Œuvre                                                                                          | Maison d'édition   |
| ----- | --------------------- | ---------------------------------------------------------------------------------------------- | ------------------ |
| 1997  | Debbie Drechsler      | Nowhere                                                                                        | Fantagraphics      |
| 1998  | Carla Speed McNeil    | Finder                                                                                         | Lightspeed Press   |
| 1999  | Brian Ralph           | Fireball no 7                                                                                  | Fort Thunder       |
| 2000  | Nick Bertozzi         | Boswash                                                                                        | Luxurious Comics   |
| 2002  | Greg Cook             | Catch as Catch Can                                                                             | Highwater Books    |
| 2003  | Derek Kirk Kim        | Same Difference and Other Stories                                                              | Auto-édition       |
| 2004  | Lauren Weinstein      | Kramers Ergot no 4                                                                             | Avodah Books       |
| 2005  | Andy Runton           | Owly                                                                                           | Top SHelf          |
| 2006  | Hope Larson           | Salamander Dream                                                                               | AdHouse Books      |
| 2006  | Hope Larson           | Gray Horses                                                                                    | Oni Press          |
| 2007  | Tom Neely             | The Blot                                                                                       | I Will Destroy You |
| 2008  | Sarah Glidden         | Comment Comprendre Israël en 60 Jours (ou moins) (How to Understand Israel in 60 Days or Less) | Auto-édition       |
| 2009  | Colleen Frakes        | Woman King                                                                                     | Auto-édition       |
| 2010  | Matt Wiegle           | « The Orphan Baiter », dans Papercutter no 13                                                  | Tugboat Press      |
| 2011  | Darryl Ayo Brathwaite | House of Twelve Monthyl no 3                                                                   | Comixology         |
| 2012  | Lale Westvind         | Hot Dog Beach                                                                                  | Auto-édition       |
| 2013  | Sam Alden             | Hawaii 1997 & Haunter                                                                          | Auto-édition       |
| 2014  | Cathy G. Johnson      | Jeremiah, Boy Genius et Until It Runs Clear                                                    | Auto-édition       |
| 2015  | Sophia Foster-Dimino  | Sex Fantasy et Sphincter                                                                       | Auto-édition       |
| 2016  | Tillie Walden         | J'adore ce passage (I Love this Part)                                                          | Auto-édition       |
| 2017  | Bianca Xunise         | Say Her Name                                                                                   | Auto-édition       |
| 2018  | Iasmin Omar Ata       | Mis(h)adra                                                                                     | Gallery 13 (en)    |
| 2019  | Ebony Flowers         | Hot Comb                                                                                       | Drawn & Quarterly  |
| 2020  | Theo Stultz           | Canvas                                                                                         | Auto-édité         |
| 2021  | Pa-Luis               | We Live on Earth                                                                               | Lucky Pocket Press |
| 2022  | Juni Ba               | Djeliya                                                                                        | TKO Studios        |
| 2023  | Deb JJ Lee            | In Limbo                                                                                       | First Second       |
| 2024  | Léa Murawiec ()       | Le Grand Vide (The Great Beyond)                                                               | Drawn & Quarterly  |

### Meilleure première bande dessinée
| Année | Œuvre récompensée                                                                       | Auteur                   | Maison d'édition |
| ----- | --------------------------------------------------------------------------------------- | ------------------------ | ---------------- |
| 2000  | Dork no 8                                                                               | Evan Dorkin              | Slave Labor      |
| 2002  | Pulpatoon Pilgrimage                                                                    | Joel Priddy              | AdHouse Books    |
| 2003  | Studygroup12 no 3                                                                       | Zack Soto (dir.)         | Auto-édition     |
| 2004  | Teen Boat no 6 : Vote Boat                                                              | Dave Roman et John Green | Cryptic Press    |
| 2005  | Tu m'aimeras encore si je fais pipi au lit ? (Will You Still Love Me If I Wet the Bed?) | Liz Prince               | Top Shelf        |
| 2006  | Class of '99                                                                            | Josh Eiserike            | Auto-édition     |
| 2007  | Papercutter no 6                                                                        | Alec Longstreth (dir.)   | Tugboat Press    |
| 2008  | Swallow Me Whole                                                                        | Nate Powell              | Top Shelf        |

### Meilleure série
| Année | Série récompensée                                                | Auteur                  | Maison d'édition        |
| ----- | ---------------------------------------------------------------- | ----------------------- | ----------------------- |
| 1997  | Acme Novelty Library                                             | Chris Ware              | Fantagraphics           |
| 1998  | Acme Novelty Library                                             | Chris Ware              | Fantagraphics           |
| 1999  | Le Rêve prolongé de Monsieur T. (The Extended Dream of Mr. D)    | Max ()                  | Drawn & Quarterly       |
| 2000  | Weasel                                                           | Dave Cooper ()          | Fantagraphics           |
| 2002  | Sketchbook Diaries                                               | James Kochalka          | Top Shelf               |
| 2003  | Black Hole                                                       | Charles Burns           | Fantagraphics           |
| 2004  | Finder                                                           | Carla Speed McNeil      | Light Speed Productions |
| 2005  | Finder                                                           | Carla Speed McNeil      | Light Speed Productions |
| 2006  | Owly                                                             | Andy Runton             | Top Shelf               |
| 2007  | Étoile du chagrin (Mourning Star)                                | Kazimir Strzepek        | Bodega Distribution     |
| 2008  | Snake Oil                                                        | Chuck Forsman           | Auto-édition            |
| 2009  | L'Ombre de la nuit (Uptight)                                     | Jordan Crane            | Fantagraphics           |
| 2010  | Ganges                                                           | Kevin Huizenga          | Fantagraphics           |
| 2011  | Everything Dies                                                  | Box Brown               | Auto-édition            |
| 2012  | Love and Rockets: New Stories                                    | Gilbert Hernandez       | Fantagraphics           |
| 2012  | Love and Rockets: New Stories                                    | Jaime Hernandez         | Fantagraphics           |
| 2013  | Lose                                                             | Michael DeForge ()      | Koyama Press            |
| 2014  | Demon                                                            | Jason Shiga             | Auto-édition            |
| 2015  | Sex Fantasy                                                      | Sophia Foster-Dimino    | Auto-édition            |
| 2016  | Powdered Milk                                                    | Keiler Roberts          | Auto-édition            |
| 2017  | Chester 5000                                                     | Jess Fink               | Auto-édition            |
| 2018  | Frontier                                                         | Collectif               | Youth in Decline        |
| 2019  | The Nib                                                          | Matt Bors (dir.)        | En ligne                |
| 2020  | Fizzle                                                           | Whit Taylor             | Radiator Comics         |
| 2021  | Ex.Mag                                                           | Collectif               | Peow Studios            |
| 2022  | Toutes les morts de Laila Starr (The Many Deaths of Laila Starr) | Ram V (scénario)        | BOOM! Studios           |
| 2022  | Toutes les morts de Laila Starr (The Many Deaths of Laila Starr) | Filipe Andrade (dessin) | BOOM! Studios           |
| 2023  | Tales of Old Snake Creek                                         | Drew Lerman             | Auto-édité              |
| 2024  | Cosmoknights                                                     | Hannah Templer          | Top Shelf               |

### Meilleur comic book
| Année | Œuvre récompensée                                | Auteur             | Maison d'édition                  |
| ----- | ------------------------------------------------ | ------------------ | --------------------------------- |
| 1997  | Eightball no 17                                  | Daniel Clowes      | Fantagraphics                     |
| 1998  | Acme Novelty Library no 9                        | Chris Ware         | Fantagraphics                     |
| 1999  | Liberty Meadows no 1                             | Frank Cho          | Insight Studio Group              |
| 2000  | Acme Novelty Library no 13                       | Chris Ware         | Fantagraphics                     |
| 2002  | Eightball no 22                                  | Daniel Clowes      | Fantagraphics                     |
| 2003  | Rubber Necker no 2                               | Nick Bertozzi      | Alternative Comics                |
| 2004  | Eightball no 23                                  | Daniel Clowes      | Fantagraphics                     |
| 2005  | Or Else no 1                                     | Kevin Huizenga     | Drawn & Quarterly                 |
| 2006  | Schizo no 4                                      | Ivan Brunetti      | Fantagraphics                     |
| 2007  | Optic Nerve no 11                                | Adrian Tomine      | Drawn & Quarterly                 |
| 2008  | Snake Oil no 1                                   | Chuck Forsman      | Auto-édition                      |
| 2009  | Uptight no 3                                     | Jordan Crane       | Fantagraphics                     |
| 2010  | I Want You                                       | Lisa Hanawalt      | Buenaventura Press                |
| 2011  | Lose no 3                                        | Michael DeForge () | Koyama Press                      |
| 2012  | Chasseurs de ptérodactyles (Pterodactyl Hunters) | Brendan Leach      | Top Shelf                         |
| 2013  | Pope Hats no 3                                   | Ethan Rilly        | AdHouse Books                     |
| 2014  | Wicked Chicken Queen                             | Sam Alden          | Retrofit Comics                   |
| 2015  | The Oven                                         | Sophie Goldstein   | AdHouse Books                     |
| 2016  | Fantasy Sport n°1                                | Sam Bosma          | Nobrow                            |
| 2017  | Your Black Friend                                | Ben Passmore       | Silver Sprocket                   |
| 2018  | How to be Alive                                  | Tara Booth         | Retrofit Comics/Big Planet Comics |
| 2019  | Check Please!                                    | Ngozi Ukazu        | En ligne                          |
| 2020  | Cry Wolf Girl                                    | Ariel Ries         | Shortbox                          |
| 2021  | Leaf Lace                                        | Ashanti Fortson    | Hiveworks                         |
| 2022  | Mon sombre chevalier (I See A Knight)            | Xulia Vicente      | Shortbox                          |
| 2023  | Gordita: Built Like This                         | Daisy Ruiz         | Black Josei Press                 |
| 2024  | My Body Unspooling                               | Leo Fox            | Silver Sprocket                   |

### Meilleur minicomic
| Année | Œuvre récompensée                                                                                 | Auteur               | Maison d'édition   |
| ----- | ------------------------------------------------------------------------------------------------- | -------------------- | ------------------ |
| 1997  | The Perfect Planet                                                                                | James Kochalka       | Auto-édition       |
| 1998  | Amy Unbounded (en)                                                                                | Rachel Hartman       | Pug House Press    |
| 1999  | Fireball no 7                                                                                     | Brian Ralph          | Highwater Books    |
| 2000  | LowJinx no 2: Understanding the Horrible Truth About Reinventing Mini Comics (The Bastard Format) | Kurt Wolfgang (dir.) | Noe-Fie Mono-Media |
| 2002  | Artichoke Tales no 1                                                                              | Megan Kelso          | Highwater Books    |
| 2003  | I Am Going to Be Small                                                                            | Jeffrey Brown        | Auto-édition       |
| 2004  | Lucky no 3                                                                                        | Gabrielle Bell       | Auto-édition       |
| 2005  | Phase 7                                                                                           | Alex Longstreth      | Auto-édition       |
| 2006  | Monsters                                                                                          | Ken Dahl             | Secret Acres       |
| 2007  | P.S. Comics no 3                                                                                  | Minty Lewis          | Auto-édition       |
| 2008  | Bluefuzz                                                                                          | Jesse Reklaw         | Auto-édition       |
| 2009  | Stay Away From Other People                                                                       | Lisa Hanawalt        | Auto-édition       |
| 2010  | Rambo 3.5                                                                                         | Jim Rugg             | Auto-édition       |
| 2011  | Ben Died of a Train                                                                               | Box Brown            | Auto-édition       |
| 2012  | The Monkey in the Basement and Other Delusions                                                    | Corinne Mucha        | Retrofit Comics    |
| 2013  | The End of the Fucking World no 16                                                                | Charles Forsman      | Fantagraphics      |
| 2014  | House of Women                                                                                    | Sophie Goldstein     | Auto-édition       |
| 2015  | Sex Fantasy no 4                                                                                  | Sophia Foster-Dimino | Auto-édition       |
| 2016  | Radishes                                                                                          | Carolyn Nowak        | Auto-édition       |
| 2017  | Tender Hearted                                                                                    | Hazel Newlevant      | Auto-édition       |
| 2018  | Say It with Noodles                                                                               | Shing Yin Khor       | Auto-édition       |
| 2019  | Trans Girl Hit the Town                                                                           | Emma Jayne           | Diskette Press     |
| 2020  | Black Hole Heart                                                                                  | Cathy G. Johnson     |                    |
| 2021  | Bodyseed                                                                                          | Casey Nowak          | Diskette Press     |
| 2022  | Pee Pee Poo Poo #69                                                                               | Caroline Cash        | Auto-édition       |
| 2023  | Death Bloom                                                                                       | Yasmeen Abedifard    | Luck Pocket Press  |
| 2024  | Manga Cube                                                                                        | Yuan Song            | Auto-édité         |

### Meilleure bande dessinée en ligne
| Année | Œuvre récompensée                     | Auteur             | Site                                    |
| ----- | ------------------------------------- | ------------------ | --------------------------------------- |
| 2002  | Bee                                   | Jason Little       | http://www.beecomix.com/                |
| 2003  | American Elf                          | James Kochalka     | http://www.americanelf.com/             |
| 2004  | American Elf                          | James Kochalka     | http://www.americanelf.com/             |
| 2005  | The Perry Bible Fellowship            | Nicholas Gurewitch | http://www.pbfcomics.com/               |
| 2006  | The Perry Bible Fellowship            | Nicholas Gurewitch | http://www.pbfcomics.com/               |
| 2007  | Achewood                              | Chris Onstad       | http://www.achewood.com/                |
| 2008  | Achewood                              | Chris Onstad       | http://www.achewood.com/                |
| 2009  | Year of the Rat                       | Cayetano Garza     | http://www.magicinkwell.com/            |
| 2010  | Troupe 142                            | Mike Dawson        | http://troop142.mikedawsoncomics.com/   |
| 2011  | Diantre ! Un manant (Hark! A Vagrant) | Kate Beaton ()     | http://www.harkavagrant.com/            |
| 2012  | SuperMutant Magic Academy             | Jillian Tamaki ()  | http://mutantmagic.com/                 |
| 2013  | SuperMutant Magic Academy             | Jillian Tamaki ()  | http://mutantmagic.com/                 |
| 2014  | Vattu                                 | Evan Dahm          | http://rice-boy.com/vattu/              |
| 2015  | The Bloody Footprint                  | Lilli Carré        | nytimes.com                             |
| 2016  | Octopus Pie                           | Meredith Gran      | octopuspie.com                          |
| 2017  | The Meek                              | Der-shing Helmer   | meekcomic.com                           |
| 2018  | Lara Croft Was My Family              | Carta Monir        | medium.com/mammon-machine-zeal          |
| 2019  | Full Court Crush                      | Hannah Blumenreich | hannahblumenreich.com/#/fullcourt-crush |
| 2020  | Witchy                                | Ariel Ries         | witchycomic.com                         |
| 2021  | Birds of Maine                        | Michael Deforge () | instagram.com/birdsofmainecomic         |
| 2022  | Ride or Die                           | Mars Heyward       | rideordiecomic.com                      |
| 2023  | The God of Arepo                      | Reimena Yee        | reimenayee.com/the-god-of-arepo/        |
| 2024  | Buuza!!                               | Shazleen Khan      | shazleenkhan.com/portfolio/buuza/       |